# ال رمرال
ال رمرال (به اسپانیایی: El Romeral) یک شهرستان در اسپانیا است که در استان تولدو واقع شده‌است.

## خصوصیات
ال رمرال ۷۹ کیلومترمربع مساحت و ۸۰۷ نفر جمعیت دارد و ۶۲۲ متر بالاتر از سطح دریا واقع شده‌است.